# Rudnická rokle

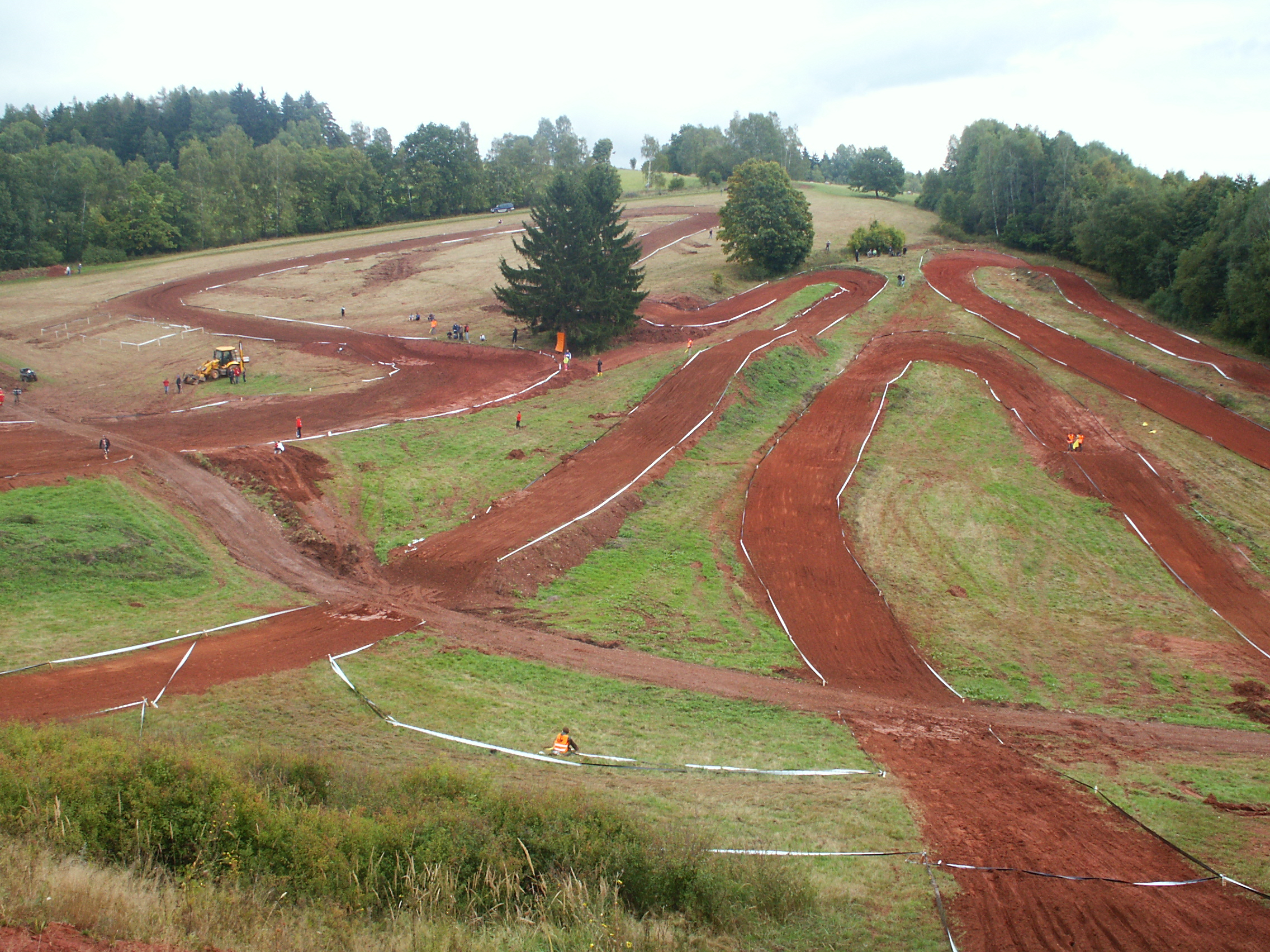
Trať Rudnické rokle

Rudnická rokle je motokrosový areál v obci Rudník. Tento areál je vybudován v rokli mezi Červenou výšinou a Sovím vrchem, jihovýchodně od Rudníka směrem na Hostinné/Čermnou.

## Závody
Historie stejnojmenného závodu Rudnická rokle zde sahá do roku 1966, od počátečních závodů krajského typu dospěl až k vrcholové úrovni (Mistrovství České republiky, Mistrovství Československa).
V letech 1974 a 1976 se zde pořádaly i autokrosové závody. Série závodů byla přerušena v roce 1986 kvůli finanční náročnosti a požáru hlavní budovy závodiště. Areál byl obnoven v roce 2013 — 21. září se uskutečnily závody ve třídách 50 cm³, 60 cm³, 80 cm³, veterán I. II. III., hobby MX2, hobby open, MX2 a open. Od roku 2014 se zde každoročně pořádají i Mistrovství České republiky v cross country a různé pohárové závody.